# 巴西小髭鼻鯰
巴西小髭鼻鯰，為輻鰭魚綱鯰形目毛鼻鯰科的其中一種。分布於南美洲巴西里約熱內盧及聖埃斯皮里托間的海岸河流，體長可達2.6公分。